# Trematodon conformis
Trematodon conformis är en bladmossart som beskrevs av Mitten 1859. Trematodon conformis ingår i släktet tranmossor, och familjen Bruchiaceae. Inga underarter finns listade i Catalogue of Life.